# Krumme Lanke (Lanke)
Die Krumme Lanke ist ein Stillgewässer nordöstlich von Lanke in der Gemeinde Wandlitz. Sie ist ein Teil des Wandlitz-Biesenthal-Prendener Seengebiets. Die Fläche des Natursees beträgt etwa 7 ha, die Tiefe bis 6 m. Zu den fischbaren Arten zählen: Aal, Barsch, Hecht, Karausche, Karpfen, Rotauge, Rotfeder, Schleie, Wels, Zander.